# 파일 시스템 권한
대부분의 파일 시스템은 특정 사용자와 사용자 그룹에 접근 권한(file-system permissions)을 할당하는 방식을 제공한다. 이러한 시스템들은 사용자가 파일 시스템의 내용을 보거나 변경할 수 있는 기능을 제어한다.

## 운영 체제에 따른 특징
리눅스 기반 시스템 및 모든 OS X 버전을 포함한 유닉스 계열 및 기타 POSIX 호환 운영 체제들은 개개의 파일 권한을 관리하기 위한 단순한 시스템을 갖추고 있으며, 이 문서에서는 이를 "전통적인 유닉스 권한"(traditional Unix permissions)으로 부른다. 또, 이들 시스템들 중 대부분은 특정한 종류의 접근 제어 목록을 지원하며 이 기능은 사유 방식 (구 HP-UX ACL 등)이거나 현재는 버려진 초기 POSIX 초안을 기반으로 한 POSIX.1e ACL, NFSv4 표준의 일부인 NFSv4 ACL로 제공된다.
마이크로소프트와 IBM 도스 변종(MS-DOS, PC DOS, 윈도우 95, 윈도우 98, 윈도우 98 SE, 윈도우 미)들은 권한은 없고 오직 파일 특성만 있다. 특성들 중 읽기 전용 특성(R)이 있는데 사용자나 프로그램이 이 특성을 설정하거나 설정을 해제할 수 있다. 그러나 이는 사용자에 의한 파일 변경, 삭제를 금지시키지는 못한다. 사용자가 파일을 읽지 못하도록 하는 권한은 이러한 운영 체제에는 존재하지 않는다.
DR DOS 3.31 이상, 팜도스, 노벨 도스, 오픈도스, 플렉스OS, 4680 OS, 4690 OS, 컨커런트 도스, 멀티유저 도스, 데이터팩 시스템 매니저, IMS 리얼/32는 FAT 볼륨 상에서 파일 및 디렉터리에 대한 읽기/쓰기/실행/삭제를 지원한다. 플렉스OS, 4680 OS, 4690 OS를 제외한 이들 운영 체제들은 개개의 파일 및 디렉터리 암호 설정도 지원한다. DR DOS, 팜도스, 노벨 도스, 오픈도스를 제외한 이들 운영 체제들은 3개의 독립적인 파일/디렉터리 소유권 클래스 월드/그룹/소유자를 지원하는 반면 DR DOS 6.0 이상, 팜도스, 노벨 도스, 오픈도스와 같은 단일 사용자 운영 체제들은 선택적 다중 사용자 보안 모듈을 사용할 경우에만 이 기능을 지원한다.
마이크로소프트 윈도우 NT 계열(윈도우 2000, 윈도우 XP 포함)뿐 아니라 오픈VMS(VMS)는 접근 제어 목록(ACL)을 사용하여 더 복잡하고 다양한 권한 설정을 관리한다. 오픈VMS 또한 유닉스의 것과 비슷한 권한 스킴을 사용하지만 더 복잡하다. 4가지 분류(시스템, 소유자, 그룹, 월드)와 세 가지 유형의 접근 권한(읽기, 쓰기, 실행)이 있다. 이러한 분류는 서로 분리된 것이 아니다. 월드에는 그룹을 포함하는데, 다시 말해 소유자를 포함한다. 시스템 분류는 독립적으로 시스템 사용자를 포함한다. (유닉스의 슈퍼 사용자와 비슷)
클래식 맥 운영 체제들은 도스 변종들 및 도스 기반 윈도와 비슷하다. 권한을 지원하지는 않고 "보호된" 파일 특성만을 지원한다.
아미가OS 파일시스템, 아미가도스는 단일 사용자 운영 체제를 위한 상대적으로 진보한 권한 시스템을 지원한다. 아미가OS 1.x에서 파일은 ARWED(보관/A, 읽기/R, 쓰기/W, 실행/E, 삭제/D) 권한/플래그가 있다. 아미가OS 2.x 이상에서는 홀드(Hold), 스크립트(Script), 퓨어(Pure) 권한/플래그가 더 추가되었다.
OS X 버전 10.3 (팬서) 이전 운영 체제는 POSIX 호환 권한을 사용한다. OS X 10.4 (타이거) 이상부터는 NFSv4 ACL도 지원한다.  이들은 이전 버전의 OS X에서 사용된 전통적인 유닉스 권한을 그대로 지원하며 애플 맥 OS X 서버 버전 10.4 이상 파일 서비스 관리자 설명서에 따르면 가능하면 전통적인 유닉스 권한만을 사용할 것을 권장한다. 맥 OS 클래식의 보호 특성 또한 지원한다.
솔라리스의 ACL 지원은 사용되는 파일 시스템에 따라 여부가 갈린다. 구 UFS 파일 시스템은 POSIX.1e ACL을 지원하지만 ZFS는 NFSv4 ACL만을 지원한다.
리눅스는 POSIX.1e ACL을 지원한다. ext3 파일 시스템용 NFSv4 ACL을 실험적으로 지원한다.
FreeBSD는 POSIX.1e ACL을 UFS 상에서 지원하고 UFS와 ZFS 상에서 NFSv4나 윈도 ACL을 지원한다.
IBM z/OS는 RACF (자원 접근 제어 관리 기능)를 통해 파일 보안을 구현한다.

## 같이 보기
- 접근 제어 목록
- chmod
- umask

## 참조
1. ↑  http://technet.microsoft.com/en-us/library/bb727008.aspx
2. ↑  “OpenVMS documentation”. 2012년 3월 5일에 원본 문서에서 보존된 문서. 2014년 2월 25일에 확인함.
3. ↑  http://docs.sun.com/app/docs/doc/819-5461/ftyxi?a=view
4. ↑  “Native NFSv4 ACLs on Linux”. 2008년 10월 12일에 원본 문서에서 보존된 문서. 2014년 2월 25일에 확인함.
5. ↑  http://wiki.freebsd.org/NFSv4_ACLs
6. ↑  http://www.freenas.org/images/resources/freenas9.1.1/freenas9.1.1_guide.pdf
7. ↑  “보관된 사본”. 2013년 6월 29일에 원본 문서에서 보존된 문서. 2014년 2월 25일에 확인함.